# Bernardo Tolomei
Bernardo Tolomei (Siena, 1272 - 1348) fue un religioso italiano, fundador de la congregación religiosa benedictina de Santa Maria di Monte Oliveto (olivetanos). Beatificado en 1644, fue canonizado en 2009 por Benedicto XVI.

## Biografía
Nacido el 10 de mayo del 1272, era hijo de Mino Tolomei y Fulvia Tancredi; fue bautizado con el nombre de Giovanni. Hizo los estudios de derecho. Se hizo miembro de los Disciplinados de Santa María, cofradía de laicos dedicados a la plegaria y a la caridad.
En 1313 se retiró con tres amigos (Francesco, de quien no se sabe el linaje, Ambrogio Piccolomini y Patrizio Patrizi) en su propiedad al Desierto de Accona para hacer vida eremita. Vivían en cuevas y construyeron una pequeña capilla. Giovanni cambió su nombre por el Bernardo, en honor del abad cisterciense Bernardo de Claraval (o en francés: Bernard de Clairvaux).
Continuó su vida solitaria hasta el 1319 cuando con Patrizio Patrizi, Ambrogio Piccolomini y otros compañeros, por voluntad del obispo de Arezzo Giudo Tarlati di Pietramala, dio origen a una orden religiosa, la Congregación Benedictina de Santa María del Monte Oliveto. La dedicación en la Madre de Dios denotó la huella mariana y el Monte Oliveto la relaciona con el Monte de los Olivos de Jerusalén. La orden adoptó la regla benedictina y tiene como característica la gran comunión entre los diferentes monasterios, que forman un único cuerpo en la casa madre.
Murió en Siena el 1348, víctima de la peste. Su cuerpo fue enterrado, como lo de los otros enfermos de peste, en una fosa común: sus restos nunca fueron encontrados. 
Su festividad se celebra el 19 de agosto, el día antes de la de San Bernardo de Claraval. Fue canonizado por Benedicto XVI el 21 de febrero de 2009.; la ceremonia tuvo lugar el 26 de abril del mismo año.